# 趙會禎
趙會禎（？—1632年），原名趙德昭，中舉後改名會禎，字衷如，一字先之，别号日乾，浙江宁波府慈溪县人，明朝政治人物。

## 生平
萬曆二十二年（1594年）甲午科浙江乡试举人，二十六年（1598年）戊戌科進士，吏部觀政，二十八年授刑部主事，三十二年歴升员外郎、郎中。三十八年三月任福建右参政，赴任时官船舟子与漕河漕卒发生争执斗殴，误毙一卒，三十九年京察以才力不及降職，左迁为祁州知州。居二年，復入为刑部河南司员外郎，四十三年参与审理梃击案，任会问官，以梃击案自劾罷歸。四十七年起復刑部河南司员外郎，四十八年升江西司郎中，天启元年（1621年）十一月和二年八月，两次奉差往南直隶恤刑。四年降职。卒崇禎壬申（五年，1632）。